# Saint-Pierre-lès-Bitry
Saint-Pierre-lès-Bitry è un comune francese di 137 abitanti situato nel dipartimento dell'Oise della regione dell'Alta Francia.

## Società

### Evoluzione demografica
Abitanti censiti